# Seleção Birmanesa de Futebol Feminino
A Seleção de Myanmar de Futebol Feminino representa o Myanmar nas competições de futebol feminino da FIFA.